# Lista de percursos pedestres de pequena rota em Portugal
Esta é uma lista de percursos pedestres de pequena rota em Portugal homologados pela FCMP - Federação de Campismo e Montanhismo de Portugal.
Dizem-se de Pequena Rota, sendo designados por PR, por serem até 30 quilómetros de extensão, sendo os de distância superior designados de Grande Rota e sendo designados com GR.

## Em Portugal continental, por distrito e por município

### Aveiro

#### Águeda
- PR1 AGD Da Pateira ao Águeda - PR circular de 14 km - 4h - Fácil (nível II)
- PR2 AGD Trilho das Levadas - PR circular de 11 km - 2h30 - Fácil (nível II)
- PR3 AGD Trilho da Aldeia - PR circular de 2.5 km - 1h - Muito fácil (nível I)
- PR4 AGD Trilho Terras de Granito - PR circular de 8 km - 2h30 - Fácil (nível II)
- PR5 AGD Trilho da Ponte de Ferro - PR circular de 7.4 km - 2h30 - Fácil (nível II)
- PR6 AGD Trilho do Águeda - PR circular de 8 km - 2h 30 m - fácil
- PR7 AGD Trilho dos Poços - PR circular de 10 km - 3h30 - Algo difícil (nível III)
- PR8 AGD Trilho da Serra - PR circular de 21.9 km - 6h20 - Algo difícil (nível III)
- PR9 AGD Trilho do Rio Águeda - PR circular de 19.3 km • 4h10 • Algo difícil (nível III)
- PR11 AGD Trilho do Vale Serrano - PR circular de 5.3 km - 2h - Algo difícil (nível III)
- PR12 AGD Trilho dos Arrozais - PR circular de 12,44 km - 2h 35m - fácil
- PR13 AGD Trilho dos Moinhos - PR circular de 6.6 km - 1h30 - Algo difícil (nível III)
- PR14 AGD Trilho Ribeira da Alombada - PR circular de 7.4 km - 2h - Fácil (nível II)

#### Albergaria-a-Velha
- PR1 ABL Trilho do Linho - 2,5Km - Entidade Promotora: Câmara Municipal de Albergaria-a-Velha[2]
- PR2 ABL Trilho dos Três Rios - 14,5 km - Entidade Promotora: Câmara Municipal de Albergaria-a-Velha[2]«Albergaria-a-Velha». Consultado em 15 de março de 2020
- PR3 ABL Trilho das Cegonhas (23 km - Fácil - Circular)
- PR4 ABL Trilho da Pateira de Frossos (8,2 km - Fácil - Circular)

#### Anadia
- PR1 AND Rota das Avelãs - PR circular de 12.3 km - 3h - Fácil (nível II)

#### Arouca
- PR1 ARC Caminhos do Montemuro (19km - médio/alto - circular)
- PR2 ARC Caminhos do Vale do Urtigosa (11km - médio/baixo - circular)
- PR3 ARC Caminhos do Sol Nascente (13km - médio/baixo - circular)
- PR4 ARC Cercanias da Freita (13,3km - médio - circular)
- PR5 ARC Rota das Tormentas (8,1km - médio/alto - linear)
- PR6 ARC Caminho do Carteiro (6km - alto - linear)
- PR7 ARC Nas Escarpas da Mizarela (8km - médio/alto - circular)
- PR8 ARC Rota do Ouro Negro (6km - médio/baixo - linear)
- PR9 ARC Rota do Xisto (16km - médio/alto - circular)
- PR10 ARC Rota dos Aromas (11,5km - médio - circular)
- PR11 ARC Trilho das Levadas (11Km - médido - circular)
- PR13 ARC Na Senda do Paivó (4,5km - baixo - linear)
- PR14 ARC Aldeia Mágica (4km - fácil - linear)
- PR15 ARC Viagem à Pré-História (17km - médio - circular)
- PR16 ARC Caminhada Exótica (9km - médio/baixo - circular)

#### Estarreja
- PR1 ETR Percurso de Salreu do BioRia - 8 km - Entidade Promotora: Câmara Municipal de Estarreja[2]
- PR2 ETR Percurso do Rio Jardim - BioRia - 2 km - Entidade Promotora: Câmara Municipal de Estarreja[2]
- PR3 ETR Percurso do Bocage - BioRia - 4 km - Entidade Promotora: Câmara Municipal de Estarreja[2]
- PR4 ETR Percurso do Rio Antuã - BioRia - 6 km - Entidade Promotora: Câmara Municipal de Estarreja[2]
- PR6 ETR Percurso das Ribeiras de Pardilhó (7,7 km - Fácil - Linear)
- PR7 ETR Percurso do Rio Gonde - Avanca (3 km - Muito fácil - Linear)

#### Sever do Vouga
- PR4 SVV Trilho Encosta do Castêlo - 8,04 km - Entidade Promotora: Câmara Municipal de Sever do Vouga[2]
- PR6 SVV Trilho dos Amiais (5,20 km - fácil - circular)
- PR6.1 SVV Trilho dos Amiais - 0,65 km - Entidade Promotora: Câmara Municipal de Sever do Vouga[2]
- PR7 SVV Trilho da Agualva (11,1 km - moderado - circular)
- PR7.1 SVV Trilho da Agualva - 0,35 km - Entidade Promotora: Câmara Municipal de Sever do Vouga[2]
- PR8 SVV Trilho da Pedra Moura (7,60 km - moderado - circular)
- PR9 SVV Trilho dos Moinhos - 7,68 km - Entidade Promotora: Câmara Municipal de Sever do Vouga[2]
- PR10 SVV Trilho do Gresso - 11,4 km - Entidade Promotora: Câmara Municipal de Sever do Vouga[2]

### Beja

#### Aljustrel
- PR1 AJT Uma jóia azul na planíce - 18,7 km Entidade Promotora: LPN - Liga para a Protecção da Natureza[2]
- PR2 AJT Aljustrel tem uma mina

#### Almodôvar
- PR6 ADV Ao longo da Ribeira de Odelouca

#### Alvito
- PR1 AVT "Rota de Sant' Águeda" (7 km - baixo - circular)
- PR2 AVT - Memórias dos Moinhos de Alvito

#### Barrancos
- Percurso "Da Serra Colorada ao Cerro do Calvário" (17 km - médio - circular)
- Percurso "Volta do Mango" (3 km - baixa - circular)
- Percurso "A estrada" (2,5 km - baixa - linear)
- Percurso "Moinho de Água" (3,8 km - baixa - circular)
- Percurso "O Monte da Coitadinha" (1,5 km - baixa - circular)
- Percurso "Da Bela Vista" (7 km - média - circular)
- Percurso "Rota da Água" (15 km - média - circular)

#### Beja
- PR1 BJA "Azenhas e Fortins do Guadiana" (14.8 km - médio - circular)
- PR2 BJA "Rota do pão" (12,5Km - médio - Linear)
- PR3 BJA "Pelos montes do cantinho da ribeira" (18,5Km - médio - circular)
- PR4 BJA "Da planície à Ribeira de Terges" (20Km - médio - circular)
- PR5 BJA "Barragem do Pisão" (9,5Km - fácil - circular)
- PR6 BJA "Caminhos da Cal" (6,7Km - fácil - circular)

#### Castro Verde
- PR1 CVR "Uma Viagem aos Primórdios da Nacionalidade" (10,4 km - média - circular)[2]
- PR2 CVR "Um Saltinho ao Altar Celeste" (8,6 km - média - circular)[2]
- PR3 CVR Via Verde na Portagem dos Campos de Ourique - 19 km - Entidade Promotora: LPN - Liga para a Protecção da Natureza[2]

#### Cuba
- PR1 CUB Nas centenárias vinhas de Vila Alva

#### Ferreira do Alentejo
- PR1 FAL Rota do Cerro da Águia
- PR2 FAL Rota da Água
- PR3 FAL Rota da Pedra

#### Mértola
- PR1 Guadiana "O grande rio do sul" (10 km - baixa - linear)
- PR2 "Os canais do Guadiana" (3,5 km - baixa - linear)
- PR3 "As margens do Guadiana" (10 km - baixa - linear)
- PR4 "À volta do montado" (17 km - baixa - circular)
- PR5 "Ao ritmo das águas do Vascão" (4,5 km - baixa - linear)
- PR6 "Entre a estepe e o montado" (11 km - baixa - circular)
- PR7 "Subida à Srª do Amparo" (3 km - baixa - linear)
- PR8 "Um percurso ribeirinho" (5 km - baixa - circular)
- PR9 "Entre o Escalda e o Pulo do Lobo" (5,5 km - alta - circular)
- PR10 "Rota do Minério" (14 km - baixa - circular)
- PR11 MTL Circuito Urbano da Mina de São Domingos (4,5 km - Fácil - Circular)

#### Moura
- PR1 MRA Rota do Sol (10,77 km - baixa - circular)
- PR2 MRA Rota da Água de Moura (8,19 km - baixa - circular)
- Gargalão (8,48 km - baixa - circular)
- Lameirões (8,22 km - baixa - linear)
- Moinho da Figueira (2,82 km - baixa - linear)

#### Odemira
- PR1 ODM Dunas do Almograve (8,5 km - Algo difícil - Circular)
- PR4 ODM De Santa Clara à Barragem

#### Ourique
- PR1 ORQ Montes e Vales de Santana da Serra
- "Castro da Cola" (8,1 km, média/baixa, circular)
- "Circuito Arqueológico do Castro da Cola" (35 km, média/baixa, linear)
- PR1 ORQ "Alcarias-Casével" (10,8 km - média/baixa, linear)
- Santana da Serra (13,6 km - média/alta - circular)

#### Serpa
- PR1 SRP "Trilho da Azenha da Ordem" (13km - médio - circular)
- PR2 SRP "Moinhos velhos do Guadiana" (9,74km - médio - circular)
- PR3 SRP "Pelos caminhos do contrabando" (12,6km - médio - circular)

#### Vidigueira
- PR1 VDG Pelas vinhas de São Cucufate

### Braga

#### Amares
- PR1 AMR "Percurso Pedestre das Termas de Caldelas" (14,7km - difícil - circular)
- PR2 AMR "Percurso Pedestre do Urjal" (14km - médio - circular)
- PR3 AMR "Percurso Pedestre do Vale do Alvito" (12.8km - fácil - circular)
- PL1 AMR "Percurso Pedestre do Penedo Rebolão" (9,5km - médio - circular)
- PL2 AMR "Percurso Pedestre da Abadia" (9,8km - médio - circular)
- PL3 AMR "Percurso Pedestre D. Gualdim Pais" (10km - médio - circular)

#### Barcelos
- PR1 BCL "Pelos Caminhos da Chã de Arefe" (7km - médio - circular)
- PR2 BCL "Pelos Caminhos do Monte da Saia" (7km - médio - linear)
- PR3 BCL Pelos trilhos do Monte do Facho (10,8 km - Algo difícil - Circular)
- PR4 BCL Trilho das Poças (10,5 km - Fácil - Circular)

#### Braga
- PR1 BRG "Na Senda do Castelo de Penafiel de Bastuço" (10.2km - médio - circular)
- PR2 BRG "Por São Pedro da Oliveira" (6,3km - fácil - circular)
- PR3 BRG "Trilho da Nascente do Rio Este" (10,4km - médio - circular)
- PR4 BRG "A Volta do Rio Este" (16,0km - médio - circular)
- PR6 BRG Trilho das Candeias (7 km - Fácil - Circular)
- PR7 BRG Trilho do Castro das Caldas

#### Esposende
- PR1 EPS Entre o Neiva e o Atlântico (9,5 km - fácil- circular)
- PR2 EPS Trilho da natureza: entre o Cávado e o Atlântico (5,7 km - fácil - circular)
- PR3 EPS Trilho das Cangostas (11,7 km - médio/baixo - circular)
- PR4 EPS Trilho das Azenhas de Antas (12,5 km - fácil - circular)
- PR5 EPS Pela Arriba Fóssil: da Senhora da Guia ao Monte de Faro (9,5 km - médio - linear)
- PR6 EPS Castro de S. Lourenço (10,5 km - fácil - circular)
- PR7 EPS Caminho dos Mareantes (6,24 km - fácil - circular)
- PR8 EPS Caminho da Memória (5,85 km - fácil - circular)
- PR9 EPS Caminhos da Fé - Belinho (9,5 km - médio - circular)
- PR10 EPS Margens do Neiva (13,54 km - fácil - circular)
- PR11 EPS Entre Vales e Quintas (12 km - fácil - circular)
- PR12 EPS Trilho das Masseiras (7,4 km - fácil - circular)
- PR13 EPS Gemeses: terra de passagem (14,1 km - médio - circular)

#### Fafe
- PR1 FAF Rota do Maroiço (22 km - médio/alto - circular)
- PR2 FAF Aldeias da Margem do Rio Vizela (15 km - médio - circular)
- PR3 FAF Rota de Aboim (13 km - médio - circular)
- PR4 FAF Trilho Verde da Marginal (3 km - fácil - circular)
- PR5 FAF Rota dos Espigueiros (12 km - médio - circular)
- PR6 FAF Levada de Pardelhas (5 km - fácil - circular)
- PR7 FAF Caminhos de S. João da Ramalheira (8,5 km - médio - circular)
- PR8 FAF Rota dos Romeiros (10 km - médio - circular)
- PR9 FAF Rota do Milénio (9,5 km - médio - circular)
- PR9.1 FAF Rota do Milénio (3,5 km - fácil - circular)
- PR10 FAF Trilho do Vento (14 km - médio/alto - circular)
- PR11 FAF Trilho dos Apanha-Pedrinhas (6 km - Fácil - Circular)
- PR14 FAF Rota dos Tanques e das Tachas

#### Guimarães
- PR1 GMR S. Torcato e os seus moinhos (8,5 km - fácil - circular)
- PR2 GMR Rota da citânia (9,5 km - fácil - circular)
- PR3 GMR Rota da penha (8,5 km - fácil - circular)

#### Terras de Bouro
- PR1 TBR Trilho Cidade da Calcedónia - 9,3 km - Entidade Promotora: Câmara Municipal de Terras de Bouro[2]
- PR2 TBR Trilho do Castelo - 8,5 km - Entidade Promotora: Câmara Municipal de Terras de Bouro[2]
- PR3 TBR Trilho dos Currais - 10 km - Entidade Promotora: Câmara Municipal de Terras de Bouro[2]
- PR4 TBR Trilho dos Moinhos e Ragadios Tradicionais - 9 km - Entidade Promotora: Câmara Municipal de Terras de Bouro[2]
- PR5 TBR Trilho da Águia do Sarilhão - 8,4 km - Entidade Promotora: Câmara Municipal de Terras de Bouro[2]
- PR6 TBR Trilho dos Miradouros - 10,5 km - Entidade Promotora: Câmara Municipal de Terras de Bouro[2]
- PR7 TBR Trilho de São Bento - 10,5 km - Entidade Promotora: Câmara Municipal de Terras de Bouro[2]
- PR8 TBR Trilho Couto de Souto - 9,5 km - Entidade Promotora: Câmara Municipal de Terras de Bouro[2]
- PR9 TBR Trilho da Geira - 9,5 km - Entidade Promotora: Câmara Municipal de Terras de Bouro[2]
- PR10 TBR Trilho da Preguiça (6 km - Algo difícil - Circular)
- PR11 TBR Trilho das Silhas dos Ursos (5 km - Algo difícil - Circular)
- PR12 TBR Trilho dos Moinhos de Sta Isabel do Monte (18 km - Médio - Circular)
- PR13 TBR Trilho da Albufeira da Caniçada (13 km - Médio - Circular)
- PR14 TBR Trilho do Sobreiral da Ermida (14 km - Médio - Circular)

#### Vieira do Minho
- PR1 VRM Percurso da Costa dos Castanheiros (6,3km - fácil - circular)
- PR2 VRM Percurso de Campos (13,8km - fácil - circular)
- PR3 VRM Percurso do Cabeço da Vaca (10,35km - fácil - circular )
- PR4 VRM Percurso do Turio (10,5km - fácil - circular )
- PR6 VRM Moinhos do Ave (6,5 km - Algo difícil - Linear)

#### Vila Nova de Famalicão
- PR1 VNF Portas da Vila (17,5 km - Díficil - circular)
- PR2 VNF Vale do Este (14,9 km - Moderado/Difícil - circular)
- PR3 VNF Caminhos do Ave (15.4 km - Difícil - circular)
- PR4 VNF Caminhando no Médio Este (17.5 km - Difícil - circular)

#### Vizela
- PR1 VIZ Trilho Margens do Rio Vizela (5km - fácil - circular)
- PR2 VIZ Trilho de São Bento (12,3 km - médio - circular)

### Bragança

#### Alfândega da Fé
- PR1 AFE Trilho de Vilares da Vilariça
- PR2 AFE Trilho de Rabode Burro
- PR3 AFE Trilho de Gouveia
- PR4 AFE Trilho Forno da Cal
- PR5 AFE Trilho do Sabor
- PR6 AFE Trilho da Serra de Bornes
- PR7 AFE Trilho de Alvazinhos
- PR8 AFE Trilho das Capelas

#### Bragança
- PR1 PR2 BGC Percurso Pedestre do Rio das Maçãs
- PR3 BGC Percurso Pedestre do Porto Furado
- PR4 BGC Percurso Pedestre de Ornal
- PR8 BGC Percurso Pedestre do Malara
- PP1 BGC Castro de Avelãs
- PP2 BGC Viduedo
- PP3 BGC Rio de Onor
- PP4 BGC Vias Augustas
- PP5 BGC Caminhos de Santiago
- PP6 BGC Pereiros
- PP7 BGC Na Rota dos Cervídios - Guadramil
- PP8 BGC Alfaião
- PP9 BGC Refoios
- PP10 BGC Carvalhal da Nogueira
- PP11 BGC Montesinho

#### Carrazeda de Ansiães
- PR1 CRZ Trilho de São Lourenço
- PR2 CRZ Trilho do Senhor da Boa Morte
- PR3 CRZ Trilho da Foz do Tua
- PR4 CRZ Trilho da Fraga das Ferraduras
- PR5 CRZ Trilho da Pala da Moura

#### Freixo de Espada à Cinta
- PR1 FEC Vale da Ribeira do Mosteiro - 8 km - Entidade Promotora: Parque Natural do Douro Internacional[2]
- PR2 FEC Rota do Carrascalinho (14,9 km - Algo difícil - Circular)
- PR5 FEC Rota do Penedo Durão (14,1 km - Algo difícil - Circular)

#### Macedo de Cavaleiros
- PR1 MCD Corredor Verde de Vale de Prados
- PR2 MCD Trilho Ricardo Magalhães
- PR3 MCD Trilho dos Caretos
- PR4 MCD Trilho Quercus
- PR5 MCD Trilho dos Fornos Antigos
- PR6 MCD Rota de Banreses
- PR7 MCD Rota da Azenha
- PR8 MCD Rota do Alto do Mogrão
- PR9 MCD Rota do Caminho Velho
- PR10 MCD Rota Moinho das Olgas
- PR11 MCD Rota Entre Aldeias
- PR12 MCD Rota Fraga dos Corvos
- PR13 MCD Rota Azenha do Serrão
- PR14 MCD Rota Pena do Corvo
- PR15 MCD Rota da Malhadinha
- PR16 MCD Rota de Balsamão
- PR17 MCD Rota Mourisco
- PR18 MCD Rota da Castanha
- PR19 MCD Rota dos Cogumelos
- PR20 MCD Rota do Facho
- PR21 MCD Rota do Rio Macedo
- PR22 MCD Rota da Ribeira da Burga
- PR23 MCD Rota Alto da Carvalheira
- PR24 MCD Percurso Pedestre Geológico

#### Miranda do Douro
- PR1 MDR De Miranda do Douro ao S. João das Arribas [2]
- PR2 MDR O Trilho das Cavernas - 9 km - Entidade Promotora: Junta de Freguesia de Palaçoulo[2]
- PR3 MDR Trilho Picote - Barrocal - 7,5 km - Entidade Promotora: FRAUGA - Associação para o Desenvolvimento Integrado de Picote[2]
- PR4 MDR Trilho Picote - Eiras - Picote - 6,5 km - Entidade Promotora: FRAUGA - Associação para o Desenvolvimento Integrado de Picote[2]
- PR5 MDR Trilho Picote - Fonte da Aldeia - Picote - 7,5 km - Entidade Promotora: FRAUGA - Associação para o Desenvolvimento Integrado de Picote[2]

#### Mirandela
- PR1 MDL Trilho do Tua
- PR2 MDL Trilho de Vale de Lobo
- PR3 MDL Trilho Entre Rios
- PR4 MDL Trilho do Vale do Tua
- PR5 MDL Trilho de Santa Catarina
- PR6 MDL Trilho da Serra do Cubo

#### Mogadouro
- PR1 MGD Trilho de São Cristóvão
- PR2 MGD Trilho do Monóptero
- PR3 MGD Trilho de São Fagundo
- PR4 MGD Trilho da Faia da Água Alta
- PR5 MGD Trilho das Lendas
- PR6 MGD Trilho do Castro e do Contrabando
- PR7 MGD Trilho da Fraga do Sapato
- PR8 MGD Trilho do Quartel

#### Torre de Moncorvo
- PR1 TMC Ecopista do Sabor
- PR1 CAC Rota da Cigadonha
- PR2 TMC Corço - Rota Belas Vistas
- PR12 TMC Rota dos Cerieiros (8.5 km - Algo difícil - Circular)
- PR14 TMC Rota das Amendoeiras (11,1 km - Algo difícil - Circular)
- PR15 TMC Rota dos Moinhos (10,3 km - Algo difícil - Circular)
- PR16 TMC Rota das Fragas (10 km - Algo difícil - Circular)

#### Vila Flor
- PR1 VFL Trilho do Tua-Vieiro-Freixiel

#### Vinhais
- PR1 VNH Fragas do Pinheiro
- PR3 VNH A Caminho de Ciradelha
- PR5 PR6 VNH Percurso Pedestre da Ribeira de Ladrões
- PR7 VNH Percurso Pedestre da Calçada

### Castelo Branco

#### Belmonte
- PR1 BMT - Percurso da Aldeia Histórica de Belmonte

#### Castelo Branco
- PR1 CTB Rota da Gardunha
- PR3 CTB Caminho do Xisto de Sarzedas nos poços mineiros
- PR5 FND-CTB Rota da Penha
- PR6 CTB Poço dos Sinos - 12,2 km - Entidade Promotora: Câmara Municipal de Castelo Branco[2]
- PR6.1 CTB Poço dos Sinos (variante) - 0,2 km - Entidade Promotora: Câmara Municipal de Castelo Branco[2]
- PR7 CTB Rota dos Lagares - 15 km - Entidade Promotora: Câmara Municipal de Castelo Branco[2]
- PR8 CTB Rota dos Moinhos - 23,85 km - Entidade Promotora: Câmara Municipal de Castelo Branco[2]
- PR8.1 CTB Rota dos Moinhos (variante) - 2,2 km - Entidade Promotora: Câmara Municipal de Castelo Branco[2]
- PR9 CTB Rota da Ribeira da Magueija - 4,5 km - Entidade Promotora: Câmara Municipal de Castelo Branco[2]

#### Covilhã
- PR1 CVL Caminho do Xisto do Sobral de S. Miguel
- PR8 CVL Rota das Cerejeiras
- PR9 CVL Rota dos Castanheiros
- PR10 CVL Rota do Monte Serrano
- PR11 CVL Rota Porta da Estrela
- PR12 CVL Rota da Floresta
- PR13 CVL Rota do Granito
- PR14 CVL Rota Varanda dos Pastores
- PR15 CVL Rota das Termas
- PR16 CVL Rota das Canadas de Unhais
- PR17 CVL Rota das Pontas

#### Fundão
- PR1 FND Barroca (9,2 km - fácil - circular)
- PR2 FND Janeiro de Cima (10 km - circular)
- PR3 FND Rota da Pedra D'Hera
- PR4 FND-CTG Rota da Marateca
- PR5 FND-CTB Rota da Penha
- PR6 FND Rota da Portela da Gardunha
- PR7 FND Rota da Cereja
- PR8 FND Rota do Carvalhal
- PR9 FND Rota dos Castanheiros
- PR10 FND Rota de Alpeadre
- PR11 FND Castelo Novo
- PR12 FND Caminho Eugénio de Andrade (5,2 km - muito fácil - circular)

#### Idanha-a-Nova
- PR1 IDN Rota dos Abutres
- PR2 IDN Rota da Egitânea - Interdito
- PR3 IDN Rota dos Fósseis
- PR4 IDN Rota das Minas - Temporariamente indisponível
- PR5 IDN Rota dos Barrocais
- PR6 IDN Rota do Erges
- PR7 IDN Rota dos Balcões
- PR8 IDN Rota do Boieco
- PR9 IDN Rota da Senhora do Almortão

#### Oleiros
- PR1 OLR Nos Meandros do Zêzere -
- PR2 OLR Mui Nobre Villa
- PR3 OLR GeoRota do Orvalho
- PR4 OLR Percurso Pedestre Trilhos do Estreito
- PR5 OLR Trilho do Cabrito (7,7 km - Fácil - Circular)

#### Penamacor
- PR1 PEN Rota da Vila

#### Proença-a-Nova
- PR1 PNV A história na paisagem
- PR2 PNV Os Segredos do Vale do Almourão
- PR3 PNV Rota das Conheiras
- PR4 PNV Pela Linha da Defesa - 14,4 km - Entidade Promotora: Câmara Municipal Proença-a-Nova[2]
- PR5 PNV Rota dos Recantos e Encantos
- PR6 PNV Viagem pelos Ossos da Terra
- PR7 PNV Rota dos Estevais - 7,8 km - Entidade Promotora: Câmara Municipal Proença-a-Nova[2]
- PR8 PNV Caminho do Xisto de Figueira - Por Muros de Xisto (6,4 km - Fácil - Circular)

#### Sertã
- PR1 SRT Caminho do Xisto de Pedrógão Pequeno I - Trilho dos Bufos
- PR1 SRT Caminho do Xisto de Pedrógão Pequeno I - Trilho do Zêzere
- PR3 SRT Caminho do Xisto da Quintã - Rota do Azereiro
- PR4 SRT Caminho do Xisto da Cumeada - Rota das Estevas
- PR5 SRT Caminho de Xisto de Ermida e Figueiredo - Rota dos Pastores e da Lajeira
- PR6 SRT Caminho do Xisto de Amioso - Rota dos Aromas e Sabores
- PR7 SRT Caminho do Xisto da Sertã e do Troviscal - Rota da Celinda

#### Vila de Rei
- PR1 VLR Trilho das Cascatas
- PR3 VLR Trilho das Bufareiras
- PR4 VLR Caminho do Xisto de Água Formosa
- PR5 VLR Rota do Bostelim
- PR6 VLR Rota das Conheiras

#### Vila Velha de Ródão
- PR1 VVR Rota das Invasões
- PR3 VVR Caminho do Xisto de Foz do Cobrão “Voo do Grifo”
- PR5 VVR Caminho da Telhada - 6 km - Entidade Promotora: Associação de Estudos do Alto Tejo[2]
- PR6 VVR Geologia e Arqueologia urbanas de Ródão - 8 km - Entidade Promotora: Associação de Estudos do Alto Tejo[2]
- PR7 VVR Rotas das Fontes - 7,5 km - Entidade Promotora: Associação de Estudos do Alto Tejo[2]

### Coimbra

#### Arganil
- PR2 AGN Os Povos das Ribeiras de Piodam (10 km - Algo difícil - Circular)
- PR3 AGN Percurso Pedestre Açor (8,7 km - Algo difícil - Circular)
- PR4 AGN Caminho do Xisto de Vila Cova de Alva (8,5 km - Circular)
- PR5 AGN Entre o Alva e a Ribeira da Mata (11,5 km - Circular)

#### Cantanhede
- PR2 CNT Rota da Vinha (14 km - Fácil - Circular)
- PR3 CNT Rota do Calcário (9,7 km - Fácil - Circular)

#### Coimbra
- PR1 CBR Percurso Interpretativo Mata Nacional de Vale de Canas (1,1 km - Fácil - Circular)
- PR2 CBR Mata Nacional de Vale de Canas / Praia Fluvial de Palheiros-Zorro (3,2 km - Algo difícil - Linear)
- PR3 CBR Percurso Pedestre Ribeirinho (3,75 km - Algo difícil - Linear)

#### Condeixa-a-Nova
- PR1 CDN Rota de Conímbriga (16 km - Fácil - Circular)
- PR2 CDN Rota do Sicó (23,5 km - Difícil - Circular)

#### Figueira da Foz
- PR3 FIG Rota da Boa Viagem (12,6 km - Algo difícil - Circular)
- PR6 FIG Rota das Salinas (4,6 km - Fácil - Circular)

#### Góis
- PR1 GOI Caminho do Xisto das Aldeias de Góis (9,2 km - Algo difícil - Circular)
- PR3 GOI Trilho do Vale do Ceira I (13 km - Algo difícil - Circular)
- PR4 GOI Trilho de Serra do Açor (17 km - Circular)
- PR6 GOI Trilho do Vale Encantado (9,2 km - Linear)
- PR7 GOI Trilho do Vale do Ceira II
- PR8 GOI Trilho do Papel
- PR9 GOI Aldeias do Xisto de Góis - Trilho do Baile

#### Lousã
- PR1 LSA Caminho do Xisto da Lousã: Rota dos Moinhos
- PR2 LSA Caminho do Xisto da Lousã: Rota das Aldeias do Xisto da Lousã
- PR3 LSA Caminho do Xisto da Lousã: Rota da Levada
- PR4 LSA Caminho do Xisto da Lousã: Rota das quatro aldeias
- PR5 LSA Caminho do Xisto da Lousã — Rota dos Serranos
- PR6 LSA Caminho do Xisto da Lousã Rota dos Baldios

#### Mira
- PR1 MIR Rota dos Museus

#### Miranda do Corvo
- PR1 MCV Caminho do Xisto Acessível do Gondramaz
- PR2 MCV Caminho do Xisto do Gondramaz - Nos passos do moleiro
- PR4 MCV Caminhar à beira rio
- PR5 MCV A caminho do Santuário

#### Montemor-o-Velho
- PR1 MMV Rota Monumental das Aves de Montemor-o-Velho

#### Oliveira do Hospital
- PR1 OHP Caminho do Xisto de Aldeia das Dez
- PR2 OHP Caminho do Xisto de Aldeia das Dez II
- PR3 OHP Caminho do Xisto de Aldeia das Dez III
- PR4 OHP Caminho do Xisto de Avô
- PR5 OHP Caminho do Xisto de Oliveira do Hospital
- PR6 OHP Rota do Narciso

#### Pampilhosa da Serra
- PR1 PPS Caminho do Xisto de Fajão: Subida aos Penedos
- PR2 PPS Caminho do Xisto de Fajão - Voltinhas do Ceira
- PR3 PPS Caminho do Xisto da Barragem de Santa Luzia
- PR4 PPS Caminho do Xisto de Janeiro de Baixo
- PR5 PPS Caminho do Xisto de Pessegueiro
- PR6 PPS Caminho do Xisto de Porto de Vacas
- PR7 PPS Villa Pampilhosa
- PR8 PPS Rota do Rio Unhais
- PR9 PPS Rota do Velho de Unhais

#### Penacova
- PR1 PCV Penacova e o Rio Mondego
- PR2 PCV Na Rota dos Moinhos do Buçaco
- PR3 PCV Na Rota do Alva (Indisponível)
- PR4 PCV Ribeira de Arcos
- PR5 PCV Livraria do Mondego

#### Tábua
- PR 1 TBU Caminho do Xisto de Midões - Na Peugada de João Brandão
- PR2 TBU Caminho do Xisto de Sevilha - Do Rio Cavalos ao Mondego
- PR3 TBU Caminho do Xisto de Tábua - Rota das Pontes
- PR4 TBU Trilho dos Gaios

#### Vila Nova de Poiares
- PR1 PRS Serra do Carvalho
- PR2 PRS Ribeira de Poiares

### Évora

#### Alandroal
- PR1 ADL Rota do Giro
- PR2 ADL Pedra Alçada
- PR3 ADL Conquista de Terena - 10Km - Entidade Promotora: Câmara Municipal de Alandroal[2]

#### Arraiolos
- PR1 ARL Entre Pontos e Colinas de Arraiolos

#### Borba
- PR1 BRB São Gregório - 8 km - Entidade Promotora: Região de Turismo de Évora[2]

#### Estremoz
- PR1 ETZ Rota dos Dois Vales
- PR2 ETZ Rota do Canal
- PR3 ETZ Rota de S. Gens
- PR5 ETZ Monumental Estremoz

#### Évora
- PR1 EVR De Évora ao Alto de São Bento

#### Montemor-o-Novo
- PR4 MNV Olivais e Montados de Montemor

#### Mora
- PR1 MOR Mora, um amor para sempre

#### Mourão
- PR1 MOU Pelo Património Vivo de Mourão - 8,2 km - Entidade Promotora: Turismo do Alentejo, E.R.T.[2]

#### Portel
- PR1 PRL Amieira a Alqueva com o Lago a Seus Pés - 17 km - Entidade Promotora: Turismo do Alentejo, E.R.T.[2]

#### Vendas Novas
- PR1 VND Rota das Bifanas

#### Viana do Alentejo
- PR1 VNT Rota de Peregrinação de Nossa Senhora de Aires

#### Vila Viçosa
- PR1 VVC Descoberta da Estrada Real

### Faro

#### Albufeira
- PR1 ABF Percurso do Castelo (11 km - Fácil - Circular)
- PR4 Planalto do Escarpão: Itinerário Moinho do Cotovio

#### Alcoutim
- PR1 ACT Corre...Corre Guadiana - 8 km Entidade Promotora: ODIANA[2]
- PR2 ACT Descida ao Guadiana - 14 km Entidade Promotora: ODIANA[2]
- PR3 ACT Os Encantos de Alcoutim - 13 km Entidade Promotora: ODIANA[2]
- PR4 ACT Circuito da Fonte Zambujo - 10 km Entidade Promotora: ODIANA[2]
- PR5 ACT O Viçoso - 13 km Entidade Promotora: ODIANA[2]
- PR6 ACT Memórias Vivas - 13 km Entidade Promotora: ODIANA[2]
- PR7 ACT Cerro Acima, Cerro Abaixo - 13 km Entidade Promotora: ODIANA[2]
- PR8 ACT Em Busca do Vale Encantado - 13 km Entidade Promotora: ODIANA[2]

#### Aljezur
- PR1 AJZ Circuito Cultural e Ambiental de Aljezur - 4,325 km Entidade Promotora: Camara Municipal de Aljezur[2]
- PR1.1 AJZ Ribeira de Aljezur - 1,315 km Entidade Promotora: Camara Municipal de Aljezur[2]

#### Castro Marim
- PR1 CTM Do Passado ao Presente - 3 km - Entidade Promotora: ODIANA[2]
- PR2 CTM Circuito do Beliche - 6 km - Entidade Promotora: ODIANA[2]
- PR3 CTM Azinhal, uma janela para o Guadiana - 8 km - Entidade Promotora: ODIANA[2]
- PR4 CTM Odeleite, de perto e de longe - 11 km - Entidade Promotora: ODIANA[2]
- PR5 CTM Terras da Ordem - 12 km - Entidade Promotora: ODIANA[2]
- PR6 CTM Canaviais do Barranco do Ribeirão - 7 km - Entidade Promotora: ODIANA[2]
- PR7 CTM Caminhos da Cabra Algarvia - 15 km - Entidade Promotora: ODIANA[2]
- PR8 CTM Circuito das Amendoeiras - 11 km - Entidade Promotora: ODIANA[2]
- PR9 CTM Percurso Pedestre Mina e Alfufeira
- PR10 CTM Percurso Pedestre dos Barrancos

#### Lagoa
- PR1 LGA Sete Vale Suspensos

#### Lagos
- PR1 LGS Percurso Pedestre “Pedra do Galo”
- PR2 LGS Percurso do Lago Grande - 3,1 km - Entidade Promotora: Corte Velada Leisure, Lda.[2]
- PR3 LGS Percurso Velada - 7,09 km - Entidade Promotora: Corte Velada Leisure, Lda.[2]
- PR4 LGS Percurso dos Lagos - 4,2 km - Entidade Promotora: Corte Velada Leisure, Lda.[2]

#### Loulé
- PR1 LLE Ameixial
- PR2 LLE Corte de Ouro
- PR4 LLE Revezes
- PR5 LLE Montes Novos
- PR6 LLE Pé do Coelho
- PR7 LLE Percurso Pedestre do Barranco do Velho
- PR8 LLE 8 Vale da Rosa
- PR9 LLE Azinhal dos Mouros
- PR11 LLE Amendoeira
- PR12 LLE 7 Fontes
- PR13 LLE Serra e Montes
- PR14 LLE Tôr
- PR16 LLE Fonte Benémola
- PR18 LLE Rocha da Pena

#### Monchique
- PR2 MCQ Caminho das Caldas-Picota
- PR3 MCQ Trilho da Fóia
- PR4 MCQ Trilho dos Moinhos
- PR5 MCQ Percurso das Cascatas
- PR6 MCQ Percurso Pedestre de Marmelete
- PR9 MCQ Entre o Vale e o Castelo (7.2 km - Fácil - Circular)

#### São Brás de Alportel
- PR2 SBA Percurso Pedestre Entre Vales, Fontes e Memórias da Serra do Caldeirão

#### Silves
- PR1 SLV Percurso Pedestre Cultural de S. Bartolomeu de Messines
- PR3 SLV Circuito Arqueológico da Vilarinha - Vale Fuzeiros (6 km - Algo difícil - Circular)

#### Tavira
- PR1 TVR Percurso D. Quixote - 17 km - Entidade Promotora: Associação In Loco[2]
- PR2 TVR Percurso Fonte da Zorra - 5 km - Entidade Promotora: Associação In Loco[2]
- PR3 TVR Percurso dos Montes Serranos - 9 km - Entidade Promotora: Associação In Loco[2]
- PR4 TVR Percurso dos Cerros de Sobro - 16 km - Entidade Promotora: Associação In Loco[2]
- PR5 TVR Percurso da Reserva - 6 km - Entidade Promotora: Associação In Loco[2]
- PR6 TVR Percurso do Malhanito - 9 km - Entidade Promotora: Associação In Loco[2]
- PR7 TVR Percurso do Vale das Hortas - 13,5 km - Entidade Promotora: Associação In Loco[2]
- PR8 TVR Percurso da Masmorra - 6 km - Entidade Promotora: Associação In Loco[2]
- PR9 TVR Percurso das Pedras Altas - 8,5 km - Entidade Promotora: Associação In Loco[2]
- PR10 TVR Percurso Moinhos e Hortas (9,7 km - Algo difícil - Circular)

#### Vila do Bispo
- PR4 VBP Percurso Pedestre “Pelas Encostas da Raposeira”

#### Vila Real de Santo António
- PR1 VRS Boa Vista - 9 km - Entidade Promotora: ODIANA[2]
- PR2 VRS Do Barrocal à Serra - 11 km - Entidade Promotora: ODIANA[2]
- PR3 VRS Passeio Pombalino - 2 km - Entidade Promotora: ODIANA[2]

### Guarda

#### Almeida
- PR1 ALM Percurso histórico da Aldeia Histórica de Almeida
- PR2 ALM Percurso histórico da Aldeia Histórica de Castelo Mendo

#### Celorico da Beira
- PR1 CLB Trilho das Ladeiras
- PR2 CLB Trilho de S. Gens
- PR3 CLB Trilho da Serra do Ralo - 11 km[2]
- PR4 CLB GVA Trilho da Calçada Romana

#### Figueira de Castelo Rodrigo
- PR1 FCR Da Albufeira de Stª Maria de Aguiar ao Stº André das Arribas - 26 km - Entidade Promotora: Parque Natural do Douro Internacional[2]
- PR2 FCR Trilho da Via Sacra
- PR3 FCR Trilho do Convento

#### Fornos de Algodres
- PR1 FAG Rota dos Solares
- PR1 FAG Rota dos Miradouros

#### Gouveia
- PR 1 GVA Rota dos Galhardos
- PR 2 GVA Rota dos Caminhos da Fé
- PR3 GVA Rota do Penedos dos Mouros (14 km - Algo difícil - Circular)
- PR4 CLB GVA Trilho da Calçada Romana

#### Guarda
- PR1 GRD Rota do Castro do Jarmelo
- PR2 GRD Rota da Cabeça Alta (Videmonte)
- PR3 GRD Rota de Barrelas, entre Famalicão e Videmonte
- PR4 GRD Rota do Azeite - João Antão

#### Manteigas
- PR1 MTG Rota do Poço do Inferno
- PR2 MTG Rota do Javali
- PR3 MTG Rota da Vila
- PR4 MTG Rota do Carvão
- PR5 MTG Rota do Maciço Central
- PR6 MTG Rota do Glaciar
- PR7 MTG Rota dos Poios Brancos
- PR8 MTG Rota da Reboleira
- PR9 MTG Rota de Vale de Amoreira
- PR10 MTG Rota da Azinha
- PR11 MTG Rota do Sol
- PR12 MTG Rota de Sameiro
- PR13 MTG Rota das Faias
- PR14 MTG Rota do Corredor de Mouros
- PR15 MTG Rota do Covão Santa Maria
- PR16 MTG Rota das Quartelas

#### Mêda
- PR1 MED Percurso da Aldeia Histórica de Marialva
- PR2 MED Ao Encontro dos Castelos

#### Sabugal
- PR1 SBG Meandros do Côa
- PR2 SBG Vale do Cesarão
- PR3 SBG Nascente do Côa
- PR4 SBG Vilares
- PR5 SBG Penha do Lobo
- PR6 SBG Rota dos Casteleiros
- PR7 SBG Caminho Histórico de Sortelha
- PR8 SBG Termas do Cró
- PR9 SBG Rota da Moira Encantada (24,2 km - Algo difícil - Circular)

#### Seia
- PR1 SEI Rota dos Meandros
- PR2 SEI Rota da Ribeira de Loriga
- PR3 SEI Rota dos Socalcos
- PR4 SEI Rota da Eira
- PR5 SEI Rota da Garganta de Loriga
- PR6 SEI Rota da Missa
- PR7 SEI Rota das Canadas
- PR8 SEI Rota do Volfrâmio
- PR9 SEI Rota das Minas do Círio
- PR10 SEI Rota da Caniça
- PR11 SEI Rota do Vale do Rossim
- PR12 SEI Rota da Fervença
- PR13 SEI Rota da Ribeira de Alvoco
- PR14 SEI Rota do Pastoreio
- PR15 SEI Rota das Ladainhas
- PR16 SEI Rota do Rio Seia (15,6 km - Difícil - Linear)

#### Trancoso
- PR1 TCS Guardiões do Planalto

### Leiria

#### Alvaiázere
- PR1 AVZ Por trilhos de Al-Baizir
- PR2 AVZ Encantos do Vale da Mata
- PR3 AVZ Percurso da Grande Fórnea
- PR4 AVZ Percurso pedestre dos Megalápias
- PR5 AVZ Percurso da Ribeira do Tordo
- PR6 AVZ Percurso pedestre do Ramalhal "Encontros entre o Sargado e Profano"

#### Ansião
- PR1 ANS Rota do Bonfim
- PR2 ANS Rota Romana
- PR3 ANS Rota dos Pinhais
- PR4 ANS Rota das Picotas

#### Batalha
- PR1 BTL Mata do Cerejal [2]
- PR2 BTL Buraco Roto
- PR3 BTL Rota dos Moinhos
- PR4 BTL Caminho de Ferro Mineiro do Lena

#### Bombarral
- PR1 BBR Trilho da Batalha da Roliça
- PR2 BBR Percurso do Carvalhal (8 km - Algo difícil - Circular)
- PR3 BBR Percurso de Barrocalvo (4.9 km - Fácil - Circular)

#### Castanheira de Pêra
- PR1 CPR Rota dos Coentrais (3,73 km - fácil - circular)
- PR2 CPR Rota da Água e da Pedra (15,4 km - médio - circular)
- PR3 CPR Rota dos Neveiros (3 km - médio - linear)

#### Figueiró dos Vinhos
- PR1 FVN Casal de São Simão às Fragas

#### Leiria
- PR1 LRA Rota do Vale do Lapedo
- PR2 LRA Rota das Termas D'El Rei
- PR3 LRA Rota dos Moinhos do Rei
- PR4 LRA Rota da Nascente do Rio Lis
- PR5 LRA Rota do Peregrino

#### Pedrógão Grande
- PR2 PGR Trilho dos Romanos - 1,6 km - Entidade Promotora: Trilhos do Zêzere, Lda[2]
- PR3 PGR Cabeço das Mós, procurando o Mouro do Cabril - 3,2 km - Entidade Promotora: Trilhos do Zêzere, Lda[2]
- PR4 PGR Trilho do Açude do Rodrigues - 2,6 km - Entidade Promotora: Trilhos do Zêzere, Lda[2]
- PR5 PGR Senda da Ribeira de Pera - 6,1 km - Entidade Promotora: Trilhos do Zêzere, Lda[2]
- PR6 PGR Contra a corrente em direcção ao açude - 2,2 km - Entidade Promotora: Trilhos do Zêzere, Lda[2]
- PR7 PGR Marginal da albufeira do Cabril - 5,8 km - Entidade Promotora: Trilhos do Zêzere, Lda[2]
- PR8 PGR Marginal da albufeira da Bouçã - 10,4 km - Entidade Promotora: Trilhos do Zêzere, Lda[2]
- PR9 PGR GOI - Trilho do Castelo Vale d’Armunha (2 km - Fácil - Circular)

#### Porto de Mós
- PR1 PMS Percurso do Arco da Memória e Serra da Lua
- PR2 PMS Percurso do Planalto da Mendiga e Algar da Bajanca
- PR3 PMS Castelejo, Alvados e São Bento
- PR4 PMS Fórnea
- PR5 PMS Percurso da Serra dos Candeeiros
- PR6 PMS Rota do Carvão
- PR7 PMS Rota da Calçada Romana
- PR8 PMS Percurso da Batalha de Aljubarrota
- PR9 PMS Trilho da Fonte Falsa
- PR11 PMS Percurso de Alcaria
- PR12 PMS Rota do Polge Mira-Minde

### Lisboa

#### Lisboa
- PR1 LSB Rota da Biodiversidade [2]

#### Loures
- PR1 LRS Trilho dos Altos - 14 km - Entidade Promotora: Câmara Municipal de Loures[2]

#### Lourinhã
- PR1 LNH Na Rota dos Dinossáurios - 10 km - Entidade Promotora: Câmara Municipal da Lourinhã[2]
- PR2 LNH Pelo Planalto das Cezaredas - 20,3 km - Entidade Promotora: Câmara Municipal da Lourinhã[2]
- PR3 LNH Pelos Caminhos da Batalha do Vimeiro - 17,6 km - Entidade Promotora: Câmara Municipal da Lourinhã[2]
- PR4 LNH Dos Dinossauros à Rocha (9.6 km - Algo difícil - Circular)

#### Mafra
- PR1 MFR Rota do Sobral da Abelheira (13 km - Algo difícil - Circular)
- PR2 MFR Rota das Enxaras

#### Sintra
- PR1 SNT Santa Maria
- PR2 SNT Pena
- PR3 SNT Castelo
- PR4 SNT Seteais
- PR5 SNT Quintas
- PR6 SNT Capuchos
- PR7 SNT Cabo da Roca
- PR8 SNT Vinho de Colares
- PR9 SNT Rota das Aldeias
- PR10 SNT Peninha
- PR11 SNT Monge
- PR12 SNT Lapiás (8 km - Fácil - Circular)

#### Sobral de Monte Agraço
- PR1 SMA Rota dos Moinhos do Sobral
- PR2 SMA Rota do Sizandro

#### Torres Vedras
- PR1 TVD Rota do Vinho e da Vinha
- PR2 TVD Rota do Atlântico
- PR3 TVD Rota das Lapas

### Portalegre

#### Alter do Chão
- PR1 ALT Olhar sobre a ribeira da Seda
- PR2 ALT Rota do Castelo da Seda

#### Arronches
- PR1 ARR Percurso Pedestre da Esperança 16,1 km - Entidade Promotora: Parque Natural da Serra de São Mamede[2]
- PR2 ARR Percurso Pedestre de Mosteiros 12 km - Entidade Promotora: Parque Natural da Serra de São Mamede[2]
- PR3 ARR Forte e Valorosa Vila de Arronches

#### Avis
- PR1 AVS - Espelho de água do Maranhão de Avis

#### Campo Maior
- PR1 CMR Percurso de Ouguela, Sentinela da Raia (5.9 km - Muito fácil - Circular)
- PR4 CMR Defesas de Campo Maior

#### Castelo de Vide
- PR1 CVD Percurso pela Serra da São Paulo
- PR2 CVD Percurso da Torrinha
- PR3 CVD Percurso Castelo de Vide a Marvão
- PR4 CVD Percurso da Barragem da Póvoa e Meadas
- PR5 CVD Percurso das fontes na Vila
- PR8 CVD Paisagens fantásticas de Póvoa e Meadas

#### Castro Verde
- PR1 CVR Uma Viagem aos primórdios da nacionalidade
- PR2 CVR Um Saltinho ao Altar Celeste

#### Crato
- PR1 CRT - Rota histórica da Flor da Rosa

#### Elvas
- PR1 ELV Percurso da Torre de Bolsa
- PR2 ELV Linhas de Elvas

#### Fronteira
- PR1 FTR - Rota Megalítica - 17,5 km - Entidade Promotora: Câmara Municipal de Fronteira[2]
- PR3 FTR Rota dos Atoleiros - 12 km - Entidade Promotora: Câmara Municipal de Fronteira[2]
- PR4 FTR Rota da Sulfúrea - 8 km - Entidade Promotora: Câmara Municipal de Fronteira[2]
- PR5 FTR Rota da Serra das Penas - 10 km - Entidade Promotora: Câmara Municipal de Fronteira[2]

#### Gavião
- PR1 GAV Arribas do Tejo
- PR2 GAV Corredor Ecológico das Ribeiras de Alferreireira e das Barrocas
- PR3 GAV No remanso da Ribeira da Venda - Comenda
- PR4 GAV Rota dos Moinhos da Ribeira de Margem
- PR8 GAV Rota da Sirga (5.8 km - Fácil - Linear)

#### Marvão
- PR1 MRV Percurso Pedestre de Marvão
- PR2 MRV Percurso Pedestre de Galegos
- PR4 MRV Percurso do Contrabando do Café
- PR6 MRV Fabulosa Barragem da Apartura

#### Monforte
- PR1 MFT Percurso entre Ribeiras
- PR2 MFT Rota da Necrópole Megalítica de Monforte

#### Nisa
- PR1 NIS Trilhos de Jans - 12,6 km - Entidade Promotora: Câmara Municipal de Nisa[2]
- PR2 NIS Descobrir o Tejo (4.2 km - Fácil - Circular). Entidade Promotora: Câmara Municipal de Nisa[2]
- PR3 NIS Olhar sobre a Foz - 5,8 km - Entidade Promotora: Câmara Municipal de Nisa[2]
- PR4 NIS - Trilhos do Conhal - 9,8 km - Entidade Promotora: Câmara Municipal de Nisa[2]
- PR5 NIS À Descoberta de S. Miguel - 9 km - Entidade Promotora: Câmara Municipal de Nisa[2]
- PR6 NIS Rota dos Açudes - 10,6 km - Entidade Promotora: Câmara Municipal de Nisa[2]
- PR7 NIS Entre Azenhas - 6,5 km - Entidade Promotora: Câmara Municipal de Nisa[2]
- PR8 NIS Trilhos do Moinho Branco - 14 km - Entidade Promotora: Câmara Municipal de Nisa[2]
- PR9 NIS Trilho da Mina de Ouro do Conhal

#### Ponte de Sor
- PR2 PSR Olhar Montargil

#### Portalegre
- PR1 PTG Percurso da Senhora da Lapa
- PR2 PTG Percurso Pedestre do Reguengo
- PR3 PTG Percurso Pedestre de Alegrete
- PR6 PTG Percurso do Salão Frio
- PR7 PTG-CVD Percurso de Carreiras
- PR8 PTG Percurso de Vale Lourenço
- PR9 PTG Rota de Peregrinação do Senhor dos Aflitos

#### Sousel
- PR1 SSL Fantástica Serra de São Miguel

### Porto

#### Amarante
- PR1 AMT Rota do Maracinho - 6 km Entidade Promotora: Câmara Municipal de Amarante[2]
- PR2 AMT Rota de São Bento - 12 km Entidade Promotora: Câmara Municipal de Amarante[2]
- PR6 AMT Rio Marão (14,3 km - circular)

#### Baião
- PR3 BAO Rio Ovil: Suas Levadas e Moinhos - 0,7 km - Entidade Promotora: Conceptrend, S.A[2]

#### Felgueiras
- PR1 FLG Caminhos Medievais - 6,5 km - Entidade Promotora: Câmara Municipal de Felgueiras[2]
- PR2 FLG Caminhos Verdes - 4,2 km - Entidade Promotora: Câmara Municipal de Felgueiras[2]

#### Marco de Canaveses
- PR1 MCN Pedras, Moinhos e Aromas de Santiago (14.5 - Circular)
- PR2 MCN Dois Rios, Dois Mosteiros (12 km - Algo difícil - Linear)

#### Penafiel
- PR1 PNF Caminho dos Moinhos (3 km - Fácil - Linear) - Entidade Promotora: Centro Convivio de Jovens da Capela CECA[2]
- PR2 PNF GDM Caminhos do Rio Mau – Terra da Apicultura (7.6 km - Moderado - Circular)
- PR3 PNF Trilho das Mós (1.7 km - Fácil - Circular)

#### Póvoa de Varzim
- PR1 PVZ Ecomuseu de S.Pedro Rates (8 km - fácil - circular)

#### Santo Tirso
- PR1 STS Histórico Pré-industrial (7,1 km - algo difícil - circular)
- PR2 STS Padrão (12,1 km - algo difícil - circular)
- PR3 STS Rio Leça (15,1 km - fácil - circular)
- PR4 STS Abraço (13,9km - algo difícil - circular)
- PR5 STS Moinhos do Fojo (7,1 km - algo difícil - circular)
- PR6 STS Vale do Leça (12 km - algo difícil - circular)
- PR6 STS Vale do Leça (20 km - algo difícil - linear)
- PR7 STS Entre Mosteiros (10,5 km - algo difícil - linear)
- PR8 STS Quintas e Parques (10,6 km - algo difícil - circular)

#### Vila do Conde
- PR1 VCD Da Cividade de Bagunte aos encantos do Rio Este (18 km - médio - circular)
- PR2 VCD Na orla do Rio Ave (10,6 km - fácil - circular)
- PR3 VCD Rota do Castro de S. Paio (9 km - circular - fácil)
- PR4 VCD Rota do Mosteiro de Vairão (11,5 km - médio - circular)
- PR5 VCD Rota do Mosteiro da Junqueira (11 km - Algo difícil - Circular)

#### Vila Nova de Gaia
- PR1 VNG Trilho do Rio Febros

### Santarém

#### Alcanena
- PR1 ACN Olhos d'Água do Alviela
- PR2 ACN Rota dos Bernardos - 5,8 km - Entidade Promotora: Junta de Freguesia de Espinheiro[2]
- PR3 ACN Rota das Fontes Naturais 13 km Entidade Promotora: Junta de Freguesia de Bugalhos[2]
- PR3.1 ACN Rota das Fontes Naturais - Variante 1,75 km Entidade Promotora: Junta de Freguesia de Bugalhos[2]
- PR4 ACN Rota dos Freiros - 10,2 km Entidade Promotora: Câmara Municipal de Alcanena[2]
- PR5 ACN Rota dos Frades - 10,8 km Entidade Promotora: Câmara Municipal de Alcanena[2]
- PR6 ACN Rota dos Arrifes - 13,08 km Entidade Promotora: Câmara Municipal de Alcanena[2]
- PR7 ACN Rota dos Moinhos - 9,58 km Entidade Promotora: Câmara Municipal de Alcanena[2]
- PR8 ACN Entre o Aqueduto e o Alviela - 11,1 km Entidade Promotora: Câmara Municipal de Alcanena[2]
- PR9 ACN Rota da Arcada - 7,9 km Entidade Promotora: Câmara Municipal de Alcanena[2]
- PR10 ACN Rota de Minde (ACN-PMS) - 7,5 km Entidade Promotora: Câmara Municipal de Alcanena[2]
- PR11 ACN Rota de Santa Marta - 8,4 km Entidade Promotora: Câmara Municipal de Alcanena[2]

#### Cartaxo
- PR1 CTX Rota da Tapada

#### Constância
- PR2 CTC Rota das Fontes de Santa Margarida da Coutada

#### Ferreira do Zêzere
- PR1 FZZ Dornes: Vigia do Zêzere - 18,5 km - Entidade Promotora: Junta de Freguesia de Nossa Senhora do Pranto[2]
- PR1.1 FZZ Dornes: Vigia do Zêzere (variante) - 1,8 km - Entidade Promotora: Junta de Freguesia de Nossa Senhora do Pranto[2]
- PR2 FZZ Trilho Lagar Velho (3,1 km - Fácil - Circular)
- PR3 FZZ Trilho da Pombeira (9,1 km - Circular)
- PR4 FZZ Trilho do Castro (13,1 km - Fácil - Circular)
- PR5 FZZ Trilho do Lago Azul (12,5 km - Fácil - Circular)
- PR6 FZZ Zêzere Sagrado - Percurso Longo (26 km - Algo díficil - Circular)
- PR6 FZZ Zêzere Sagrado - Percurso Curto (15,1 km - Algo díficil - Circular)

#### Mação
- PR1 MAC Rota do Cabeço da Cruz
- PR2 MAC Rota do Brejo e Bando dos Santos
- PR3 MAC Rota do Carvoeiro
- PR4 MAC Rota da Ortiga Sul
- PR5 MAC Rota da Queixoperra
- PR6 MAC Rota da Amêndoa
- PR7 MAC Rota Casas da Ribeira/Caratão
- PR8 MAC Rota dos Envendos
- PR9 MAC Rota do Penhascoso
- PR10 MAC Rota de Cardigos Praia
- PR11 MAC Rota das Matas e Vale do Ocreza
- PR12 MAC Rota das Aldeias de Cardigos
- PR13 MAC Rota do Bando do Codes
- PR14 MAC Rota da Aboboreira

#### Ourém
- PR1 VNO Do Bairro a Casal Farto - 10 km - Entidade Promotora: Parque Natural das Serras de Aire e Candeeiros[2]
- Rota dos Pastorinhos

#### Rio Maior
- PR1 RMR Marinhas de Sal
- PR2 RMR Chãos-Alcobertas (16 km - Algo difícil - Circular)
- PR3 RMR Paul da Marmeleira - 7 km - Entidade Promotora: Clube do Mato[2]

#### Sardoal
- PR1 SRD ABT Na Rota do Javali
- PR2 SRD Trilho do Pastor
- PR3 SRD Do Pão ao Vinho
- PR4 SRD Via Romana
- PR5 SRD Caminho da Moura Encantada
- PR6 SRD Calcorrear dos resineiros

#### Tomar
- PR1 TMR Nas Margens do Rio Nabão (9,2 km - Fácil - Circular)
- PR2 TMR Dos Gigantes Verdes à Ribeira da Póvoa (13,6 km - Fácil - Circular)
- PR3 TMR-VNB Trilhos do Nabão (10,8 km - Médio - Circular)
- PR6 TMR Rota do Ganhão do Agroal

### Setúbal

#### Alcácer do Sal
- PR1 ASL Rota dos Senhores dos Mártires - 12,7 km - Entidade Promotora: Câmara Municipal de Alcacer do Sal[2]
- PR2 ASL Trilho do Pego do Moirão (3.4 km - Muito fácil - Circular)

#### Grândola
- PR1 GDL Rota da Serra de Grândola
- PR2 GDL Vereda de Melides
- PR3 GDL Biomelides

#### Montijo
- PR1 MTJ A Rota de Stª Isidro - 12 km - Entidade Promotora: Câmara Municipal do Montijo[2]

#### Santiago do Cacém
- PR1 STC Vereda de Brescos - 11,2 km - Entidade Promotora: CIMO - Clube Ibérico de Montanhismo e Orientação
- PR2 STC Vereda das Pedras Brancas - 11 km - Entidade Promotora: CIMO - Clube Ibérico de Montanhismo e Orientação

#### Sesimbra
- PR1 SSB Chã dos Navegantes
- PR2 SSB Maravilhas do Cabo
- PR3 SSB Rota de Cezimbra

#### Setúbal
- PR1 STB Encostas de S. Filipe
- PR2 STB Alto do Formosinho
- PR3 STB Portinho da Arrábida
- PR4 STB Aldeias de Azeitão

#### Sines
- PR1 SNS Costa de Sines
- PR2 SNS Praia do Sissal
- PR3 SNS Porto Covo da Costa ao Montado
- PR4 SNS Planalto de Porto Covo

### Viana do Castelo

#### Arcos de Valdevez
- PR1 AVV Trilho da Peneda - 8,2 km Entidade Promotora: ADERE - Peneda Gerês[2]

#### Caminha
- PR1 CMN Trilho da Chã Grande - 16 km - Entidade Promotora: Clube Celtas do Minho[2]
- PR3 CMN - Trilho do Cabeço do Meio Dia (8 km - Fácil - Circular)

#### Melgaço
- PR1 MLG Trilho Castrejo - 17 km - Entidade Promotora: CIMO - Clube Ibérico de Montanhismo e Orientação[2]

#### Ponte da Barca
- PR1 PTB Trilho Moinhos de Parada
- PR2 PTB Trilho das Terras da Nóbrega
- PR3 PTB Trilho Românico de Bravães a S. Martinho de Crasto
- PR5 PTB Trilho de Entre Ambos-os-Rios à Ermida
- PR6 PRB Trilho de Germil
- PR5 PTB Trilho Megalitismo de Britelo
- Trilho Penedo do Encanto
- Da Barca à Ponte, um percurso pela História

#### Ponte de Lima
- PR1 PTL "Percurso da Lagoa" (1,57km - fácil - circular)
- PR2 PTL "Percurso das Tapadas" (3,63km - fácil - circular)
- PR3 PTL "Percurso do Rio" (2,9km - fácil - circular)
- PR4 PTL "Percurso da Veiga" (7,8km - fácil - circular)
- PR5 PTL "Percurso da Água" (12,5km - médio - circular)
- PR6 PTL "Rota do Solar" (9,26km - fácil - circular)
- PR7 PTL "Rota dos Cruzeiros" (7,21km - fácil - circular)
- PR8 PTL "Rota da Azenha" (4,56km - fácil - circular)
- PR9 PTL "Percurso do Cerquido" (9,54km - fácil - linear)
- PR11 PTL "Trilho da Mesa dos Quatro Abades" (10km - médio - circular)
- Trilho de S. Julião de Freixo (4,5km - fácil - circular)

#### Viana do Castelo
- PR1 VCT Trilho da Montanha Sagrada (18,7 km - médio - circular)
- PR2 VCT Trilho dos Pastores (13,8 km - médio - circular)
- PR3 VCT Trilho do Fojo do Lobo (4,3 km - fácil - circular)
- PR4 VCT Trilho do Pôr do Sol (10,1 km - fácil - circular)
- PR5 VCT Trilho do pincho (9,7 km - fácil - circular)
- PR6 VCT Trilho dos Moinhos de Vento de Montedor (1,6 km - fácil - circular)
- PR7 VCT Trilho do Forte de Paçô (4,0 km - fácil - circular)
- PR8 VCT Trilho da Chão de Carreço(18,9 km - médio - circular)
- PR9 VCT Trilho dos Canos de Água (10,2 km - fácil - circular)
- PR10 VCT Trilho de Santa Luzia (não operacional)
- PR11 VCT Trilho da Vila de Barroselas
- PR12 VCT Trilho das Azenhas de Barroselas
- PR13 VCT Trilho do Castro de Moldes
- PR14 VCT Trilho dos Palheiros de Sargaço
- PR15 VCT Trilho Passear Perre I (6,22 km - fácil - circular)
- PR16 VCT Trilho Passear Perre II (6,35 km - fácil - circular)
- PR17 VCT Trilho do Monte Galeão
- PR18 VCT Trilho de São Martinho de Outeiro
- PR19 VCT Trilho do castro de Roques
- PR20 VCT Trilho das Terras de Geraz (13,1 km - fácil - circular)
- PR21 VCT Trilho do Vale do Lima (15 km - médio - circular)
- PR22 VCT Trilho dos Romeiros (24,5/20,2 - médio - linear)
- PR23 VCT Trilho dos Sobreiros
- PR24 VCT Trilho dos Castros
- PR25 VCT Trilho pedestre e Equestre da Ribeira Lima
- PR26 VCT Trilho das Quintas
- PR27 VCT Trilho da Rota da Murta
- PR28 VCT Trilho os Três Cumes (em implementação)

#### Vila Nova de Cerveira
- PR1 VNC Trilho Celta - 8 km - Entidade Promotora: Clube Celtas do Minho[2]

### Vila Real

#### Alijó
- PR1 ALJ Trilho das Fragas Más
- PR2 ALJ Trilho da Senhora da Cunha
- PR3 ALJ Trilho de Carlão - Caldas de Carlão (11.3 km - Algo difícil - Linear)
- PR4 ALJ Trilho de Santa Eugénia – Carlão

#### Chaves
- PR1 CHV Trilho Ribeiro de Oura
- PR2 CHV Trilho de Vidago-Arcossó
- PR4 CHV Trilho das Colinas
- PR5 CHV Trilho Cova do Ladrão
- PR6 CHV Trilho de Quinta do Rebentão
- PR7 CHV Trilho de Seara Velha-Castelões
- PR8 CHV Trilho de Vilarelho da Raia
- PR9 CHV Trilho de Castelo de Monforte
- PR10 CHV Trilho de Moinhos de São Lourenço
- PR11 CHV Margem dos Sentidos

#### Mondim de Basto
- PR1 MDB Caminhos da Senhora da Graça - Mondim
- PR2 MDB Levada de Piscaredo
- PR3 MDB - Fisgas de Ermelo
- PR4 MDB Caminhos da Senhora da Graça - Bilhó
- PR6 MDB Caminhos da Senhora da Graça - Atei
- PR7 MDB Caminhos da Senhora da Graça - Ermelo
- PR8 MDB Caminho do Porto Velho

#### Montalegre
- PR1 MTR Trilho do Leiranco - 11,7 km - Entidade Promotora: Câmara Municipal de Montalegre[2]
- PR2 MTR Trilho do Ourigo - 21,1 km - Entidade Promotora: Câmara Municipal de Montalegre[2]
- PR4 MTR Trilho do Rio - 21,8 km - Entidade Promotora: Câmara Municipal de Montalegre[2]
- PR5 MTR - Trilho da Ponte de Misarela - Entre Cávado e Rabagão (12 km - Fácil - Circular)

#### Murça
- PR1 MUR Trilho da Sobreira - Casa da Floresta - Porrais
- PR2 MUR Trilho do Tinhela
- PR3 MUR Trilho dos Passadiços do Tinhela (6.5 km - Fácil - Circular)

#### Sabrosa
- PR1 SBR Percurso Pedestre da Quinta da Nossa Senhora do Carmo - 5,7 km - Entidade Promotora: Quinta Nova de Nossa Senhora do Carmo[2]
- PR1.1 SBR Percurso Pedestre da Quinta da Nossa Senhora do Carmo - 0,6 km - Entidade Promotora: Quinta Nova de Nossa Senhora do Carmo[2]
- PR1.2 SBR Percurso Pedestre da Quinta da Nossa Senhora do Carmo - 1,2 km - Entidade Promotora: Quinta Nova de Nossa Senhora do Carmo[2]
- PR3 SBR - Trilho do Volfrâmio (10.9 km - Fácil - Circular)

### Viseu

#### Carregal do Sal
- PR1 CRS Rota da Pinha e do Pinhão;
- PR2 CRS Rota dos Narcissus;

#### Mangualde
- PR1 MGL Trilhos de Ludares
- PR2 MGL Rota das Águas Milenares
- PR3 MGL Trilhos de Gil Vicente
- PR4 MGL Rota da Senhora dos Verdes
- PR6 MGL Caminhos do Bom Sucesso
- PR7 MGL Pegadas com História (7.7 km - Fácil - Circular)

#### Moimenta da Beira
- PR1 MBR Rota do Paiva - 21 km - Entidade Promotora: Município de Moimenta da Beira[2]
- PR2 MBR Rota da Serra - 26,5 km - Entidade Promotora: Município de Moimenta da Beira[2]
- PR3 MBR Rota do Távora (MBR - SRN) - 17 km - Entidade Promotora: Município de Moimenta da Beira[2]

#### Mortágua
- PR1 MRT Percurso Pedestre das Quedas de Água das Paredes (7.1 km - Algo difícil - Linear)
- PR2 MRT Percurso pedestre da Fraga

#### Oliveira de Frades
- PR1 OFR Rota dos Rios e Levadas
- PR2 OFR Rota do Gaia
- PR3 OFR Rota dos Cabeços
- PR4 OFR Rota dos Caminhos com Alma
- PR5 OFR Rota das Poldras

#### Penalva do Castelo
- PR1 PCT Rota Senhora da Ribeira
- PR2 PCT Caminho dos Galegos - Rota de Santiago
- PR3 PCT Rota dos Cenários do Passado
- PR4 PCT Rota dos Ambientes Rurais
- PR5 PCT Trilho do Ryal
- PR6 PCT Rota dos Moinhos
- PR7 PCT Trilho de Castendo

#### Santa Comba Dão
- PR1 SCD Percurso de Treixedo;
- PR2 SCD Nagozela
- PR3 SCD São João de Areias
- PR4 SCD Pinheiro de Azére
- PR5 SCD São Joaninho

#### São João da Pesqueira
- PR1 SJP Rota dos Castanheiros - 13,8 km - Entidade Promotora: Câmara Municipal de São João da Pesqueira[2]

#### São Pedro do Sul
- PR1 SPS Rota de Manhouce (14,3 km - médio - circular)
- PR2 SPS Rota das Bétulas (9,76 km - médio - circular)
- PR3 SPS Rota da Cárcoda (14,6 km - médio - circular)
- PR4 SPS Rota do Castro do Banho (15,8 km - médio - circular)
- PR7 SPS Rota de S. João de Jerusalém (12,7 km - médio/baixo - circular)
- PR8 SPS Rota da Laranja (15,8 km - médio/alto - circular)
- PR9 SPS Trilho do Vouga (6,3 km - baixo - circular) - Intransitável por Manutenção
- PR10 SPS Rota de Nossa Senhora das Candeias (14,5 km - médio/alto - circular)

#### Sernancelhe
- PR3 SRN Rota do Távora (MBR - SRN) - 17 km - Entidade Promotora: Município de Moimenta da Beira[2]

#### Tabuaço
- PR1 TBC Vale do Tedo - 13,1 km - Entidade Promotora: Câmara Municipal de Tabuaço[2]
- PR2 TBC Calçadas Romanas (18 km - Algo difícil - Circular)

#### Tondela
- PR1 TND Rota dos Laranjais
- PR2 TND Rota do Linho
- PR3 TND Rota das Cruzes
- PR4 TND Rota dos Caleiros
- PR5 TND Rota de Santiago
- PR6 TND Rota dos Moinhos
- PR7 TND Caldas de Sangemil - Ferreirós do Dão

#### Vila Nova de Paiva
- PR1 VNP Rota do Paiva

#### Vouzela
- PR1 VZL Nossa Senhora do Castelo
- PR2 VZL Um olhar sobre o mundo rural
- PR3 VZL Trilho da Serra do Caramulo
- PR4 VZL Trilho da penoita
- PR5 VZL Caminho de São Miguel do Mato
- PR6 VZL Trilho Medieval
- PR7 VZL Percurso das Poldras
- PR8 VZL Trilho da Água e das Resinas
- PR9 VZL Trilho Quercus Robur

#### Viseu
- PR1 VIS Rota da Ribeira de Várzea (Calde)
- PR2 VIS Rota do Feto (Mundão)
- PR3 VIS Rota de Corvos (Santos Evos)
- PR4 VIS Rota de Santa Eufémia (Cepões)
- PR5 VIS Rota das Termas de Alcafache (São João Lourosa)
- PR6 VIS - Rota do Quartzo (Campo)
- PR7 VIS - Rota de Vale de Cavalos (Côta)
- PR8 VIS Trilhos Póvoa Dão - 6,33 km - Entidade Promotora: Allegro - Actividades Hoteleiras e Lazer[2]
- PR9 VIS Rota da Lage (Ranhados)
- PR10 VIS Rota dos Três Trilhos (Fragosela)
- PR11 VIS Rota dos Moinhos de Água D´alte (Torredeita)
- PR12 VIS Rota do Dão (Silgueiros)
- PR13 VIS Rota da Carqueja (Barreiros)
- PR14 VIS Rota dos Caminhos de Encanto da Bodiosa
- PR15 VIS Rota das Histórias e Gerações na Geologia de Calde
- PR17 VIS Povolide e seus caminhos com História

#### Vouzela
- PR9 VLZ Trilho do Vouga (SPS-VLZ) - 4,4 km - Entidade Promotora: Câmara Municipal de São Pedro do Sul [2]

## Na Região Autónoma dos Açores

#### Ilha do Pico
- PR5 PIC Vinhas da Criação da Velha
- PR13 PIC Lagoa do Capitão

#### Ilha Terceira
- PRC1 TER Mistérios Negros [3]

## Na Região Autónoma da Madeira

#### Ilha da Madeira
- PR1 Vereda do Areeiro (Pico do Areeiro - Pico Ruivo)
- PR1.1 Vereda da Ilha (Pico Ruivo - Ilha)
- PR1.2 Vereda do Pico Ruivo (Achada do Teixeira - Pico Ruivo)
- PR1.3 Vereda da Encumeada (Pico Ruivo - Encumeada)
- PR2 Vereda do Urzal (Curral das Freiras - Boaventura)
- PR5 Vereda das Funduras (Portela - Maroços)
- PR6 Levada das 25 Fontes (Rabaçal - 25 Fontes)
- PR6.1 Levada do Risco (Rabaçal - Risco)
- PR7 Levada do Moinho (Ribeira da Cruz - Lamaceiros)
- PR8 Vereda da Ponta de São Lourenço (Baia d´Abra - Cais do Sardinha)
- PR9 Levada do Caldeirão Verde (Queimadas - Caldeirão Verde- Caldeirão do Inferno)
- PR10 Levada do Furado (Ribeiro Frio - Portela)
- PR11 Levada dos Balcões (Ribeiro Frio - Balcões)
- PR12 Caminho Real da Encumeada (Boca da Corrida - Encumeada)
- PR13 Vereda do Fanal (Assobiadores - Fanal)
- PR14 Levada dos Cedros (Fanal - Curral Falso)
- PR15 Vereda da Ribeira da Janela (Curral Falso - Ribeira da Janela)
- PR16 Levada Fajã do Rodrigues
- PR17 Caminho do Pináculo e Folhadal (Lombo do Mouro - Caramujo - Folhadal - Encumeada)
- PR18 Levada do Rei (Quebradas - Ribeiro Bonito)
- PR19 Vereda do Paul do Mar (Prazeres - Paul do Mar)
- PR20 Vereda do Jardim do Mar (Prazeres - Jardim do Mar)
- PR21 Caminho do Norte (Encumeada – Ribeira Grande)
- PR22 Vereda do Chão dos Louros
- PR23 Levada da Azenha (Azenha – Caminho Velho do Castelo)

#### Ilha do Porto Santo
- PR1 Vereda do Pico Branco e Terra Chã (ER 111 - Terra Chã)
- PR2 Vereda do Pico do Castelo (Moledo - Pico do Castelo)